# قانون اساسی ارمنستان

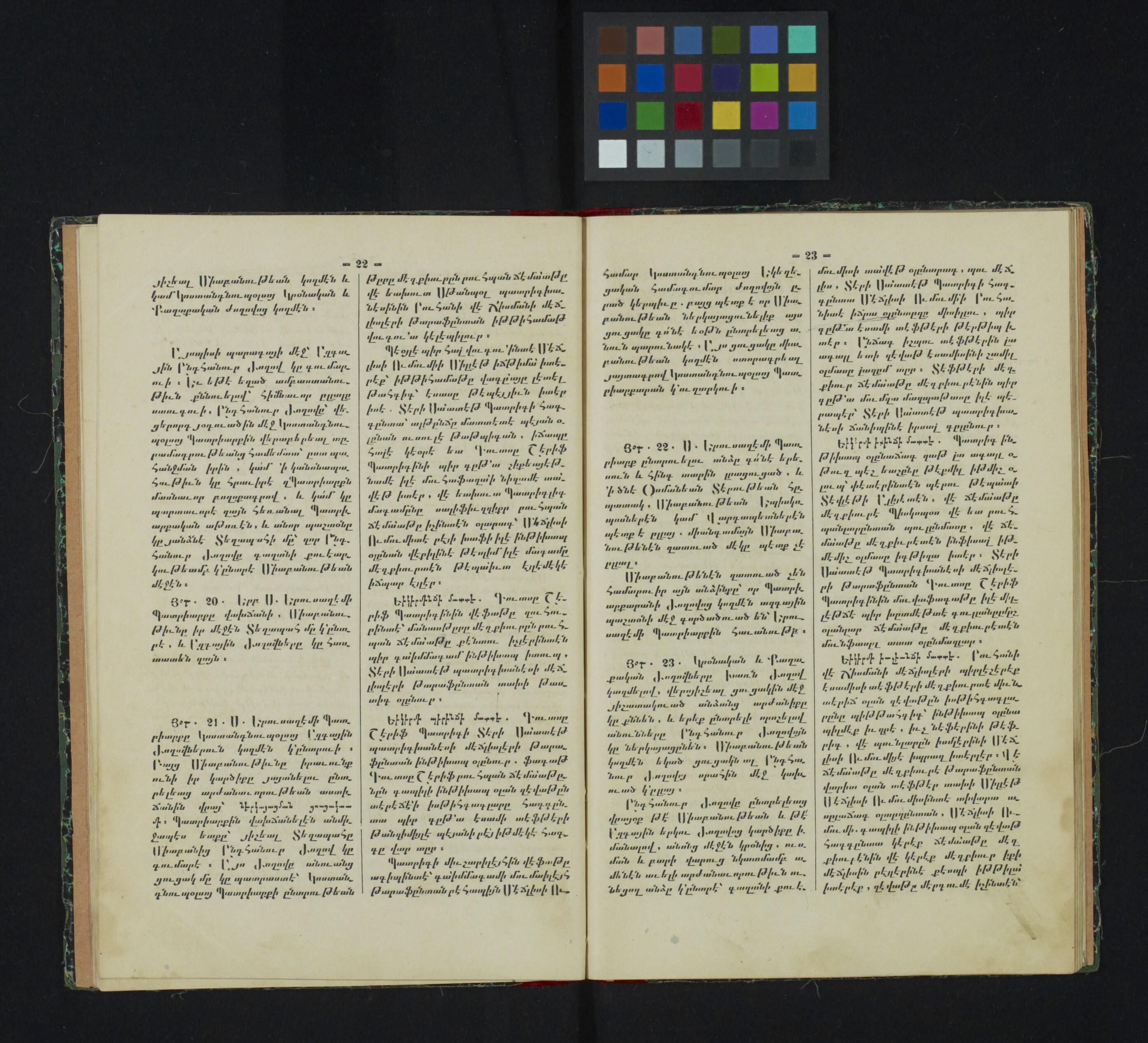
نمای قسمتی از قانون اساسی ارمنستان مرتبط با سال ۱۸۶۳

قانون اساسی ارمنستان (ارمنی: Հայաստանի Սահմանադրություն; انگلیسی: Constitution of Armenia) در یک همه‌پرسی سراسری در تاریخ ۵ ژوئیه ۱۹۹۵ تصویب شد. در این قانون کشور ارمنستان حاکمیتی بر اساس دموکراسی، جامعه‌گرایی و قانون اساسی تعریف شده‌است. ایروان به عنوان پایتخت حکومت تعیین شده‌است. در این قانون قدرت از آن مردم دانسته شده که به واسطه برگذاری انتخابات این قدرت به مقام‌های دولتی واگذار می‌شود. تغییرات مربوط به قانون اساسی و تغییر در مرزها با رای تمام شهروندان ارمنستانی در همه‌پرسی‌های عمومی انجام می‌شود. در قانون اساسی ۱۹۹۵، ۱۱۷ اصل در قانون اساسی موجود بود. در ۲۷ نوامبر ۲۰۰۵ همه‌پرسی سراسری برای اصلاح قانون اساسی انجام شد و به تأیید رسید.
نخستین طرح برای قانون اساسی در ارمنستان توسط شاهامیر شاهامیریان در سال‌های ۱۷۷۸–۱۷۸۹ میلادی تهیه گردید و متاثر از حقوق اساسی انگلستان و ایالات متحده آمریکا بود..